# بيتر ميدلتون
بيتر ميدلتون (بالإنجليزية: Peter Middleton)‏ هو لاعب كرة قدم بريطاني، ولد في 13 سبتمبر 1948 في Rawmarsh ‏ في المملكة المتحدة، وتوفي في أبريل 1977. لعب مع برادفورد سيتي وشيفيلد وينزداي ونادي بليموث أرجايل.